# 양촌 모촌리 고분군
양촌 모촌리 고분군은 대한민국 충청남도 논산시 양촌면에 있는 문화재이다. 1992년 10월 28일 논산시의 향토문화유산 제6호로 지정되었다.

## 개요
신흥리 산성에서 동북방향 약 2㎞에 있는 국사봉으로 연결된 능선의 경사면에 축조된 백제식 적석총 고분군이다.